# Puéchoursi
Puéchoursi is een gemeente in het Franse departement Tarn (regio Occitanie) en telt 86 inwoners (2009). De plaats maakt deel uit van het arrondissement Castres.

## Geografie
De oppervlakte van Puéchoursi bedraagt 3,6 km², de bevolkingsdichtheid is dus 23,9 inwoners per km².

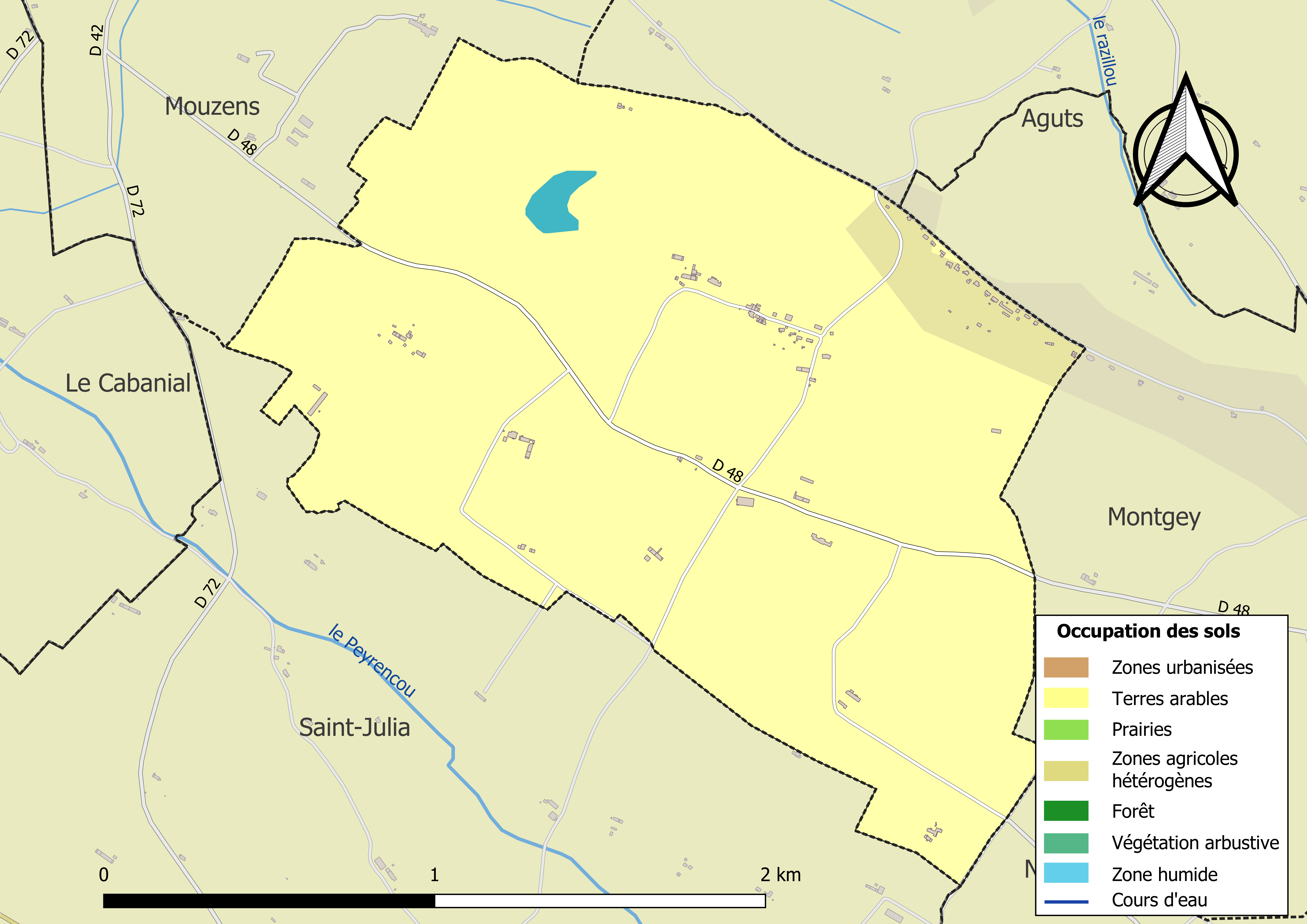
Kaart van de gemeente met de belangrijkste infrastructuur, bodemgebruik en omliggende gemeenten

## Demografie
Onderstaande figuur toont het verloop van het inwonertal (bron: INSEE-tellingen).